# Parartemia
Parartemiidae
Famille
Genre
Parartemia est un genre de crustacés, le seul de la famille des Parartemiidae, ces espèces, de la classe de Branchiopodes, sont originaires d'Australie.

## Liste d'espèces
Selon World Register of Marine Species (15 avril 2021) :
- Parartemia "e" Savage & Timms in Timms, 2005
- Parartemia acidiphila Timms & Hudson, 2009
- Parartemia auriciforma Timms & Hudson, 2009
- Parartemia bicorna Timms, 2010
- Parartemia boomeranga Timms, 2010
- Parartemia contracta Linder, 1941
- Parartemia cylindrifera Linder, 1941 (sensu Timms, 2010)
- Parartemia extracta Linder, 1941
- Parartemia informis Linder, 1941
- Parartemia laticaudata Timms, 2010
- Parartemia longicaudatus Linder, 1941 (sensu Timms, 2010)
- Parartemia minuta Geddes, 1973
- Parartemia mouritzi Timms, 2010
- Parartemia purpurea Timms, 2010
- Parartemia serventyi Linder, 1941
- Parartemia triquetra Timms & Hudson, 2009
- Parartemia veronicae Timms, 2010
- Parartemia yarleensis Timms & Hudson, 2009
- Parartemia zietziana Sayce, 1903